# Пассмор, Мэтт
Мэ́ттью (Мэтт) Пассмор (англ. Matthew "Matt" Passmore, род. 24 декабря 1973, Уиннам-Мэнли, Брисбен, Австралия) — австралийский актёр. Наиболее известен по главным ролям в таких телесериалах, как «Дочери Маклеода», «Блу хилеры», а также своем первом американском телешоу «Болота».

## Ранняя жизнь и образование
Пассмор вырос в Уиннам-Мэнли в Австралии. В начале 1990-х он служил в армии, затем сменил несколько профессий, работал на фабрике, а затем, в 1999 году он переехал в Сидней и закончил Национальный институт драматического искусства в 2001 году.

## Личная жизнь
Пассмор женился на гуру пиара Джеки Пассмор в 1997 году. После расставания с Джеки в 2006 году, Мэтт встретил актрису Рейчал Карпани, когда вернулся к съемкам в телесериале «Дочери Маклеода», где он играл Маркуса, брата Алекс. Их отношения закончились в 2011 году.
3 января 2016 года Пассмор женился на Натальи Сиглиути. 26 августа 2021 года у супругов родился сын Кэшел Грэм Пассмор.
У Пассмора есть старший брат и младшая сестра.

## Фильмография
| Год     | Русское название       | Оригинальное название            | Роль                         | Примечания                           |
| ------- | ---------------------- | -------------------------------- | ---------------------------- | ------------------------------------ |
| 2003    | Пригнись и накройся    | Tuck and Cover                   | Пит                          | Короткометражка                      |
| 2003    | Всегда зеленее         | Always Greener                   | Пит «Профессор-любовь» Джонс | Телесериал                           |
| 2003    | Блу хилеры             | Blue Heelers                     | Брэд Финглтон                | Телесериал                           |
| 2004-05 | Повара                 | The Cooks                        | Джейк                        | Телесериал                           |
| 2005    | Сын Маски              | Son of the Mask                  | директор телеканала          | Художественный фильм                 |
| 2005    | Последний герой        | Last Man Standing                | Кэмерон Кеннеди              | Телесериал, главная роль             |
| 2005    |                        | The Alice                        | Том                          | Телесериал                           |
| 2008    |                        | Noir Drive                       | Рейли                        | Короткометражка                      |
| 2006-09 | Дочери Маклеода        | McLeod’s Daughters               | Маркус Тёрнер                | Телесериал, главная роль             |
| 2009    | Порез                  | The Cut                          | Эндрю Тэлфорд                | Телесериал                           |
| 2009    | Криминальная Австралия | Underbelly: A Tale of Two Cities | Ворвик Моббс                 | Телесериал                           |
| 2009    | Шедевр                 | Masterwork                       | агент ФБР Маркус Вандеруолд  | Художественный фильм с Натали Дормер |
| 2010-13 | Болота                 | The Glades                       | Джим Лонгворт                | Телесериал, главная роль             |
| 2011    |                        | Play School                      | ведущий программы            |                                      |
| 2014    | Вернись ко мне         | Come to back                     | Джош                         | Художественный фильм                 |
| 2014-15 | Супружеский долг       | Satisfaction                     | Нил Труман                   | Телесериал, главная роль             |
| 2017    | Пила 8                 | Jigsaw                           | Логан                        | Художественный фильм                 |